# Winford
Winford is een civil parish in het bestuurlijke gebied North Somerset in het Engelse graafschap Somerset. Winford heeft 2153 inwoners (2011).

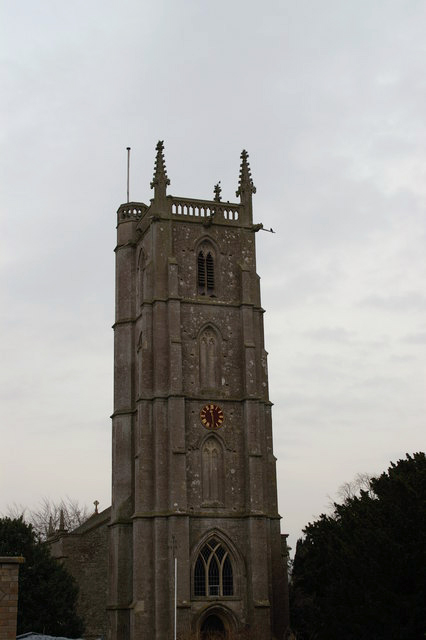
Kerk van Winford